# Cúp bóng đá châu Phi 2010
Cúp bóng đá châu Phi 2010 là Cúp bóng đá châu Phi lần thứ 27, được tổ chức từ 10 đến 31 tháng 1 năm 2010 tại Angola . Số đội tham dự giải là 54. Vòng chung kết gồm 16 đội: chủ nhà Angola và 15 đội bóng vượt qua vòng loại. Tuy nhiên sau khi Togo bỏ cuộc vì bị tấn công thì chỉ còn 15 đội tham dự. Ai Cập lần thứ 7 vô địch sau khi thắng Ghana 1-0 trong trận chung kết.

## Việc lựa chọn chủ nhà
Angola giành được quyền đăng cai giải đấu do Liên đoàn bóng đá châu Phi có chính sách xoay vòng chủ nhà của giải và tạo điều kiện cho những liên đoàn mới như Angola, Gabon và Guinea Xích Đạo điều kiện để đăng cai giải đấu. Các hồ sơ đăng ký của Mozambique, Namibia, Zimbabwe và Senegal bị loại bỏ. Gabon và Guinea Xích Đạo giành quyền đồng tổ chức giải đấu tiếp theo (năm 2012) và Libya sẽ tổ chức Cúp bóng đá châu Phi lần thứ hai vào năm 2014. Quốc gia từng hai lần tổ chức giải đấu Nigeria làm chủ nhà dự phòng cho cả ba giải đấu, trong trường hợp quốc gia đăng cai không đáp ứng đủ tiêu chuẩn đặt ra của Liên đoàn bóng đá châu Phi.
Tuy nhiên do Nội chiến Libya bùng phát nên Nam Phi giành quyền đăng cai giải năm 2013, để lại quyền đăng cai cho Libya năm 2017. Tuy nhiên, nhận thấy một đất nước Libya vẫn còn đang hỗn loạn không có hồi kết nên Liên đoàn bóng đá châu Phi đã trao quyền chủ nhà của giải đấu năm 2017 là Gabon, sau đó Liên đoàn bóng đá châu Phi cũng đã công bố luôn nước đăng cai giải đấu vào các năm 2019, 2021 và 2023 cho Cameroon, Bờ Biển Ngà và Guinea. Liên đoàn bóng đá châu Phi cũng để ngỏ khả năng đăng cai cho Libya vào năm 2025, 2027 hoặc 2029.

### Linh vật

Palanquinha, linh vật của Cúp bóng đá châu Phi

Linh vật của giải đấu có tên Palanquinha. Đây là hình ảnh cách điệu của loài Linh dương đen lớn (Hippotragus niger variani), một loài vật có giá trị và biểu tượng quốc gia ở Angola. Tại Angola, chúng chỉ sống trong Vườn quốc gia Cangandala ở tỉnh Malange.

### Sự cố của ĐTQG Togo
Sau khi chiếc xe bus của Togo bị tấn công. Lái xe của đội đã thiệt mạng và 2 cầu thủ bị thương. Theo nguồn tin của báo chí Pháp, trợ lý HLV và nhân viên báo chí của Togo cũng đã mất do vết thương quá nặng. Một số trận đấu của CAN được tổ chức tại Cabinda, khu vực mà xe của Togo bị tấn công.
Đội trưởng Emmanuel Adebayor cho biết: "Đây là giải đấu lớn nhất của châu Phi và nhiều người muốn được tham dự các trận đấu này. Nhưng tôi nghĩ không ai chuẩn bị để hy sinh mạng sống của mình. Nếu tôi còn sống, tôi sẽ có thể tiếp tục chơi ở các giải lần sau nhưng còn bây giờ, tôi chưa thể vượt qua sự mất mát này".
Trong khi đó, tiền vệ Alaixys Romao cho biết: "Chúng tôi đang chờ máy bay tới. Chúng tôi cũng đã nói chuyện với các đội khác thuyết phục họ tẩy chay giải đấu". Người đồng đội của Romao là hậu vệ Serge Akakpo bị trúng hai viên đạn và mất máu rất nhiều.
Sau vụ xả đạn, các cầu thủ Togo rất lo ngại người bạn của mình khó qua khỏi. Tuy nhiên, theo thông báo từ CLB của hậu vệ này, ca phẫu thuật của Akakpo đã thành công.
Theo Daily Mail, thủ môn dự bị Kodjovi Obilale, đang chơi cho CLB GSI Pontivy của Pháp, cũng bị thương và được đưa tới Nam Phi để phẫu thuật. Một vài cầu thủ khác trong đội cũng phải điều trị trong bệnh viện.
Các CLB ở Premier League có cầu thủ chơi ở CAN cũng tìm cách rút cầu thủ khỏi giải. Ngoài Adebayor của Man City và Salifou của Aston Villa, 24 cầu thủ khác đang chơi bóng ở Anh cũng được kêu gọi hãy trở về nhà dù FIFA vẫn cho giải đấu tiếp tục diễn ra. Trận khai mạc vẫn sẽ diễn ra tại thủ đô Luanda giữa Angola và Mali.

## Vòng loại
Liên đoàn bóng đá châu Phi quyết định vòng loại World Cup 2010 cũng là vòng loại Cúp bóng đá châu Phi 2010. Do đó dù Angola là chủ nhà giải đấu, họ vẫn phải tham gia vòng loại để giành suất tham dự World Cup. Nam Phi cũng tương tự, phải thi đấu vòng loại giành suất tham dự Cúp bóng đá châu Phi .

### Các đội vượt qua vòng loại
| - Ai Cập (đương kim vô địch) - Algérie - Angola (chủ nhà) - Bénin - Burkina Faso - Cameroon - Bờ Biển Ngà - Gabon | - Ghana - Malawi - Mali - Mozambique - Nigeria - Togo (bỏ cuộc) - Tunisia - Zambia |

## Địa điểm
| Luanda                       | LuandaCabindaBenguelaLubango | Cabinda                         |
| ---------------------------- | ---------------------------- | ------------------------------- |
| Sân vận động 11 tháng 11     | LuandaCabindaBenguelaLubango | Sân vận động Quốc gia Chiazi    |
|                              | LuandaCabindaBenguelaLubango |                                 |
| Sức chứa: 50.000             | LuandaCabindaBenguelaLubango | Sức chứa: 20.000                |
| Benguela                     | LuandaCabindaBenguelaLubango | Lubango                         |
| Sân vận động Quốc gia Ombaka | LuandaCabindaBenguelaLubango | Sân vận động Quốc gia Tundavala |
|                              | LuandaCabindaBenguelaLubango |                                 |
| Sức chứa: 35.000             | LuandaCabindaBenguelaLubango | Sức chứa: 20.000                |

## Lễ bốc thăm
Lễ bốc thăm cho vòng chung kết diễn ra ngày 20 tháng 11 năm 2009 tại Trung tâm Hội nghị Talatona ở thủ đô Luanda, Angola. 16 đội bóng tham dự được chia vào 4 nhóm, với nhóm 1 là nhóm hạt giống. Chủ nhà Angola và đương kim vô địch Ai Cập là hai hạt giống. 14 đội còn lại xếp hạng dựa trên thành tích ở 3 Cúp bóng đá châu Phi gần nhất. Theo đó thì Cameroon và Côte d'Ivoire là hai hạt giống còn lại. Bốn đội hạt giống được chia vào các bảng trước lễ bốc thăm.
| Nhóm 1                                   | Nhóm 2                           | Nhóm 3                          | Nhóm 4                                     |
| ---------------------------------------- | -------------------------------- | ------------------------------- | ------------------------------------------ |
| Angola · Ai Cập · Cameroon · Bờ Biển Ngà | Tunisia · Nigeria · Ghana · Mali | Zambia · Bénin · Algérie · Togo | Burkina Faso · Mozambique · Gabon · Malawi |

## Kết quả giải đấu
Thời gian tính theo giờ địa phương (UTC+1)

#### Thể thức xếp hạng
Nếu hai hay nhiều đội cùng điểm với nhau khi kết thúc vòng đấu bảng, các tiêu chí để xếp hạng theo thứ tự như sau:
1. Thành tích đối đầu trực tiếp giữa các đội
2. Hiệu số bàn thắng thua khi đối đầu trực tiếp
3. Bàn thắng ghi được khi đối đầu trực tiếp
4. Hiệu số bàn thắng thua trong bảng đấu
5. Bàn thắng ghi được trong bảng đấu
6. Ban tổ chức bốc thăm

### Bảng A
| Đội tuyển | Số trận | Thắng | Hòa | Thua | Bàn thắng | Bàn thua | Hiệu số | Điểm |
| --------- | ------- | ----- | --- | ---- | --------- | -------- | ------- | ---- |
| Angola    | 3       | 1     | 2   | 0    | 6         | 4        | +2      | 5    |
| Algérie   | 3       | 1     | 1   | 1    | 1         | 3        | −2      | 4    |
| Mali      | 3       | 1     | 1   | 1    | 7         | 6        | +1      | 4    |
| Malawi    | 3       | 1     | 0   | 2    | 4         | 5        | −1      | 3    |

- Algérie xếp trên Mali nhờ hơn về thành tích đối đầu.

| Angola                                                       | 4–4      | Mali                                            |
| ------------------------------------------------------------ | -------- | ----------------------------------------------- |
| Flávio 36', 42' · Gilberto 67' (ph.đ.) · Manucho 74' (ph.đ.) | Chi tiết | Keita 79', 90+3' · Kanouté 88' · Yatabaré 90+4' |

| Malawi                                    | 3–0      | Algérie |
| ----------------------------------------- | -------- | ------- |
| Mwafulirwa 17' · Kafoteka 35' · Banda 48' | Chi tiết |         |

| Mali | 0–1      | Algérie      |
| ---- | -------- | ------------ |
|      | Chi tiết | Halliche 43' |

| Angola                   | 2–0      | Malawi |
| ------------------------ | -------- | ------ |
| Flávio 49' · Manucho 55' | Chi tiết |        |

| Angola | 0–0      | Algérie |
| ------ | -------- | ------- |
|        | Chi tiết |         |

| Mali                                 | 3–1      | Malawi         |
| ------------------------------------ | -------- | -------------- |
| Kanouté 1' · Keita 3' · Bagayoko 85' | Chi tiết | Mwafulirwa 58' |

### Bảng B
| Đội tuyển    | Số trận | Thắng   | Hòa     | Thua    | Bàn thắng | Bàn thua | Hiệu số | Điểm    |
| ------------ | ------- | ------- | ------- | ------- | --------- | -------- | ------- | ------- |
| Bờ Biển Ngà  | 2       | 1       | 1       | 0       | 3         | 1        | +2      | 4       |
| Ghana        | 2       | 1       | 0       | 1       | 2         | 3        | −1      | 3       |
| Burkina Faso | 2       | 0       | 1       | 1       | 0         | 1        | −1      | 1       |
| Togo         | Bỏ cuộc | Bỏ cuộc | Bỏ cuộc | Bỏ cuộc | Bỏ cuộc   | Bỏ cuộc  | Bỏ cuộc | Bỏ cuộc |

- Togo bỏ cuộc sau khi bị tấn công và hủy trận đấu với Ghana.[4] Bảng B chỉ còn ba đội thi đấu.

| Bờ Biển Ngà | 0–0      | Burkina Faso |
| ----------- | -------- | ------------ |
|             | Chi tiết |              |

| Ghana | Hủy trận đấu | Togo |
| ----- | ------------ | ---- |
|       |              |      |

| Burkina Faso | Hủy trận đấu | Togo |
| ------------ | ------------ | ---- |
|              |              |      |

| Bờ Biển Ngà                           | 3–1      | Ghana              |
| ------------------------------------- | -------- | ------------------ |
| Gervinho 23' · Tiéné 66' · Drogba 90' | Chi tiết | Gyan 90+3' (ph.đ.) |

| Burkina Faso | 0–1      | Ghana       |
| ------------ | -------- | ----------- |
|              | Chi tiết | A. Ayew 30' |

| Bờ Biển Ngà | Hủy trận đấu | Togo |
| ----------- | ------------ | ---- |
|             |              |      |

### Bảng C
| Đội tuyển  | Số trận | Thắng | Hòa | Thua | Bàn thắng | Bàn thua | Hiệu số | Điểm |
| ---------- | ------- | ----- | --- | ---- | --------- | -------- | ------- | ---- |
| Ai Cập     | 3       | 3     | 0   | 0    | 7         | 1        | +6      | 9    |
| Nigeria    | 3       | 2     | 0   | 1    | 5         | 3        | +2      | 6    |
| Bénin      | 3       | 0     | 1   | 2    | 2         | 5        | −3      | 1    |
| Mozambique | 3       | 0     | 1   | 2    | 2         | 7        | −5      | 1    |

| Ai Cập                             | 3–1      | Nigeria   |
| ---------------------------------- | -------- | --------- |
| Moteab 34' · Hassan 54' · Gedo 87' | Chi tiết | Obasi 12' |

| Mozambique          | 2–2      | Bénin                                    |
| ------------------- | -------- | ---------------------------------------- |
| Miro 29' · Fumo 54' | Chi tiết | Omotoyossi 14' (ph.đ.) · Khan 20' (l.n.) |

| Nigeria            | 1–0      | Bénin |
| ------------------ | -------- | ----- |
| Yakubu 42' (ph.đ.) | Chi tiết |       |

| Ai Cập                     | 2–0      | Mozambique |
| -------------------------- | -------- | ---------- |
| Khan 47' (l.n.) · Gedo 81' | Chi tiết |            |

| Ai Cập                       | 2–0      | Bénin |
| ---------------------------- | -------- | ----- |
| Al-Muhammadi 7' · Moteab 23' | Chi tiết |       |

| Nigeria                           | 3–0      | Mozambique |
| --------------------------------- | -------- | ---------- |
| Odemwingie 45', 47' · Martins 86' | Chi tiết |            |

### Bảng D
| Đội tuyển | Số trận | Thắng | Hòa | Thua | Bàn thắng | Bàn thua | Hiệu số | Điểm |
| --------- | ------- | ----- | --- | ---- | --------- | -------- | ------- | ---- |
| Zambia    | 3       | 1     | 1   | 1    | 5         | 5        | 0       | 4    |
| Cameroon  | 3       | 1     | 1   | 1    | 5         | 5        | 0       | 4    |
| Gabon     | 3       | 1     | 1   | 1    | 2         | 2        | 0       | 4    |
| Tunisia   | 3       | 0     | 3   | 0    | 3         | 3        | 0       | 3    |

Ba đội đầu bảng bằng điểm nhau:
| Team     | Pld | W | D | L | GF | GA | GD | Pts |
| -------- | --- | - | - | - | -- | -- | -- | --- |
| Zambia   | 2   | 1 | 0 | 1 | 4  | 4  | 0  | 3   |
| Cameroon | 2   | 1 | 0 | 1 | 3  | 3  | 0  | 3   |
| Gabon    | 2   | 1 | 0 | 1 | 2  | 2  | 0  | 3   |

- Thứ tự 3 đội Zambia, Cameroon và Gabon dựa trên kết quả đối đầu trực tiếp giữa 3 đội.

| Cameroon | 0–1      | Gabon      |
| -------- | -------- | ---------- |
|          | Chi tiết | Cousin 17' |

| Zambia         | 1–1      | Tunisia      |
| -------------- | -------- | ------------ |
| J. Mulenga 19' | Chi tiết | Dhaouadi 40' |

| Gabon | 0–0      | Tunisia |
| ----- | -------- | ------- |
|       | Chi tiết |         |

| Cameroon                              | 3–2      | Zambia                                 |
| ------------------------------------- | -------- | -------------------------------------- |
| Geremi 68' · Eto'o 72' · Idrissou 86' | Chi tiết | J. Mulenga 8' · C. Katongo 81' (ph.đ.) |

| Gabon               | 1–2      | Zambia                    |
| ------------------- | -------- | ------------------------- |
| F. Do Marcolino 83' | Chi tiết | Kalaba 28' · Chamanga 62' |

| Cameroon                | 2–2      | Tunisia                          |
| ----------------------- | -------- | -------------------------------- |
| Eto'o 47' · N'Guémo 64' | Chi tiết | Chermiti 1' · Chedjou 63' (l.n.) |

### Vòng đấu loại trực tiếp
|  | Tứ kết                | Tứ kết                |                       |       | Bán kết       | Bán kết       |  |  | Chung kết | Chung kết |
|  |                       |                       |                       |       |               |               |  |  |           |           |
|  | 24 tháng 1 – Luanda   |                       |                       |       |               |               |  |  |           |           |
|  |                       |                       |                       |       |               |               |  |  |           |           |
|  | Angola                | 0                     |                       |       |               |               |  |  |           |           |
|  | Angola                | 0                     | 28 tháng 1 – Luanda   |       |               |               |  |  |           |           |
|  | Ghana                 | 1                     |                       |       |               |               |  |  |           |           |
|  | Ghana                 | 1                     | Ghana                 | 1     |               |               |  |  |           |           |
|  | 25 tháng 1 – Lubango  |                       | Ghana                 | 1     |               |               |  |  |           |           |
|  |                       | Nigeria               | 0                     |       |               |               |  |  |           |           |
|  | Zambia                | Nigeria               | 0                     | 0 (4) |               |               |  |  |           |           |
|  | Zambia                |                       | 31 tháng 1 – Luanda   | 0 (4) |               |               |  |  |           |           |
|  | Nigeria (pen.)        | 0 (5)                 |                       |       |               |               |  |  |           |           |
|  | Nigeria (pen.)        | 0 (5)                 | Ghana                 | 0     |               |               |  |  |           |           |
|  | 24 tháng 1 – Cabinda  |                       | Ghana                 | 0     |               |               |  |  |           |           |
|  |                       | Ai Cập                | 1                     |       |               |               |  |  |           |           |
|  | Bờ Biển Ngà           | Ai Cập                | 1                     | 2     |               |               |  |  |           |           |
|  | Bờ Biển Ngà           | 28 tháng 1 – Benguela |                       | 2     |               |               |  |  |           |           |
|  | Algérie (h.p.)        | 3                     |                       |       |               |               |  |  |           |           |
|  | Algérie (h.p.)        | 3                     | Algérie               | 0     |               |               |  |  |           |           |
|  | 25 tháng 1 – Benguela |                       | Algérie               | 0     |               |               |  |  |           |           |
|  |                       | Ai Cập                | 4                     |       | Tranh hạng ba | Tranh hạng ba |  |  |           |           |
|  | Ai Cập (h.p.)         | Ai Cập                | 4                     | 3     | Tranh hạng ba | Tranh hạng ba |  |  |           |           |
|  | Ai Cập (h.p.)         |                       | 30 tháng 1 – Benguela | 3     |               |               |  |  |           |           |
|  | Cameroon              | 1                     |                       |       |               |               |  |  |           |           |
|  | Cameroon              | 1                     | Nigeria               | 1     |               |               |  |  |           |           |
|  |                       |                       |                       |       |               |               |  |  |           |           |
|  | Algérie               | 0                     |                       |       |               |               |  |  |           |           |
|  | Algérie               | 0                     |                       |       |               |               |  |  |           |           |

#### Tứ kết
| Angola | 0–1      | Ghana    |
| ------ | -------- | -------- |
|        | Chi tiết | Gyan 15' |

| Bờ Biển Ngà          | 2–3 (s.h.p.) | Algérie                                     |
| -------------------- | ------------ | ------------------------------------------- |
| Kalou 4' · Keïta 89' | Chi tiết     | Matmour 39' · Bougherra 90+2' · Bouazza 92' |

| Ai Cập                      | 3–1 (s.h.p.) | Cameroon  |
| --------------------------- | ------------ | --------- |
| Hassan 37', 104' · Gedo 92' | Chi tiết     | Emana 25' |

| Zambia                                            | 0–0 (s.h.p.) | Nigeria                                         |
| ------------------------------------------------- | ------------ | ----------------------------------------------- |
|                                                   | Chi tiết     |                                                 |
| Loạt sút luân lưu                                 |              |                                                 |
| Chivuta · C. Katongo · Mayuka · Nyrienda · Mweene | 4–5          | Mikel · Martins · Obinna · Odemwingie · Enyeama |

#### Bán kết
| Ghana    | 1–0      | Nigeria |
| -------- | -------- | ------- |
| Gyan 21' | Chi tiết |         |

| Algérie | 0–4      | Ai Cập                                                          |
| ------- | -------- | --------------------------------------------------------------- |
|         | Chi tiết | Abd Rabo 38' (ph.đ.) · Zidan 65' · Abdel-Shafy 80' · Gedo 90+2' |

#### Tranh hạng ba
| Nigeria    | 1–0      | Algérie |
| ---------- | -------- | ------- |
| Obinna 56' | Chi tiết |         |

#### Chung kết
| Ghana | 0 – 1    | Ai Cập    |
| ----- | -------- | --------- |
|       | Chi tiết | Geddo 85' |

| Vô địch Cúp bóng đá châu Phi 2010 Ai Cập Lần thứ bảy |

## Danh hiệu cá nhân

### Cầu thủ xuất sắc nhất
- Ahmed Hassan

### Thủ môn xuất sắc nhất
- Essam El-Hadary

## Danh sách cầu thủ ghi bàn
| 5 bàn - Gedo 3 bàn - Flávio - Ahmed Hassan - Asamoah Gyan - Seydou Keita 2 bàn - Manucho - Samuel Eto'o - Emad Moteab - Russel Mwafulirwa - Frédéric Kanouté - Peter Odemwingie - Jacob Mulenga 1 bàn - Hameur Bouazza - Madjid Bougherra - Rafik Halliche - Karim Matmour - Gilberto | 1 bàn (tiếp) - Razak Omotoyossi - Achille Emana - Geremi - Mohammadou Idrissou - Landry N'Guémo - Didier Drogba - Gervinho - Salomon Kalou - Kader Keïta - Siaka Tiéné - Mohamed Abdel-Shafy - Hosny Abd Rabo - Ahmed Al-Muhammadi - Mohamed Zidan - Daniel Cousin - Fabrice Do Marcolino - André Ayew - Davi Banda - Elvis Kafoteka - Mamadou Bagayoko - Mustapha Yatabaré | 1 bàn (tiếp) - Fumo - Miro - Obafemi Martins - Chinedu Obasi - Victor Obinna - Yakubu - Amine Chermiti - Zouheir Dhaouadi - James Chamanga - Rainford Kalaba - Christopher Katongo phản lưới nhà - Dario Khan (2 bàn, trong trận gặp Bénin và Ai Cập) - Aurélien Chedjou (trong trận gặp Tunisia) |

## Vụ tấn công đội tuyển bóng đá quốc gia Togo
Vào ngày 8 tháng 1 năm 2010, chiếc xe buýt chở đội tuyển bóng đá quốc gia Togo bị một nhóm vũ trang của tỉnh Cabinda, Angola tấn công bằng súng. Phát ngôn viên của Liên đoàn bóng đá châu Phi (CAF) xác nhận trên AFP rằng chiếc xe bus chở các thành viên của Togo đã rời khu tập trung của đội để ra sân bay để trở về Thủ đô Lomé của nước mình. Hậu quả là lái xe cùng trợ lý HLV Amalete Abalo và người phát ngôn của đội là Stanislas Ocloo chết tại chỗ. 9 nạn nhân bị thương sau vụ tấn công này gồm có cả hai cầu thủ Togo là hậu vệ Serge Akakpo và thủ môn Obilale Kossi. Mặt trận giải phóng Cabinda (FLEC) - tổ chức ly khai đòi quyền độc lập cho Cabinda đã đứng ra nhận trách nhiệm về vụ khủng bố này.